# Jean du Lys
Jean du Lys ou Jean d'Arc, né vers 1430 et mort vers 1493, est un neveu de Jeanne d'Arc (fils de son frère aîné Jacquemin).

## Présentation
Jean du Lys, dit aussi Jean d'Arc le jeune, né vers 1430, est le fils du frère aîné de Jeanne d'Arc, Jacquemin d'Arc.
Il suivit la profession des armes où il se distingua, et fut très aimé par le roi Louis XI qui le nomma échevin de la ville d’Arras par lettres patentes données à Chartres en juillet 1481.
Jean mourut en 1493 à Lihoms-en-Sangterre (Picardie) où il s’était réfugié après avoir été pillé et dépouillé par les partisans de l'empereur Maximilien d'Autriche lorsqu’ils s’emparèrent d’Arras en 1491.

## Descendance
Il eut un fils, Jean du Lys, dit le Picard, où le capitaine Grand-Jean, compagnon d’armes de Bayard, mort en 1540.